# Alberto López Fernández
Alberto López Fernández, (nascut el 20 de maig de 1969 a Irun), és un exfutbolista professional i entrenador de futbol basc que va jugar de porter a la Reial Societat i el Reial Valladolid.
El 2014 va entrenar el Deportivo Alavés.